# Emanuel Löffler
Emanuel Löffler (ur. 29 grudnia 1901 w Valašské Meziříčí, zm. 5 sierpnia 1986 w Pradze) – czechosłowacki gimnastyk, medalista olimpijski z Amsterdamu.